# Уэленская косторезная мастерская
Уэле́нская косторе́зная мастерска́я (современное официальное название — Центр развития народных промыслов «Уэленская косторезная мастерская», автономное учреждение Чукотского автономного округа) — созданное в 1931 году в посёлке Уэлен предприятие, объединившее мастеров традиционного художественного промысла — резьбы по кости и моржовому клыку.

## История
Открытую в Уэлене мастерскую возглавил чукотский мастер Вуквутагин (1898—1968), который также обучал других мастеров. Кроме него первыми работниками были Аромке, Хальмо (брат Вуквутагина), Айе. Организационной работой занимался Тегрынкеу. Мастерская выпускала изделия мелкой пластики: шахматы, пудреницы, брошки, миниатюрные скульптуры животных. Также мастера выполняли традиционные рельефные изображения на моржовом бивне. Сюжетами для рельефов становились события повседневной жизни чукчей, эпизоды охоты на кита, морского зверя, езда на оленьих упряжках.
Появлению мастерской предшествовал успех работ, выполненных чукотскими студентами Института народов Севера в Ленинграде. Созданные в скульптурной мастерской института работы позднее получили золотую медаль на Всемирной выставке в Париже 1937 года. В 1937 году работы уэленских мастеров выставлялись в Третьяковской галерее.
В 1930-е годы художественной резьбой стала заниматься первая девушка — эскимоска Нагуя из поселка Чаплино. Традиционное резьба считалась у чукчей и эскимосов занятием мужчин («Рука женщины не должна прикасаться к резцу»). Однако в дальнейшем среди мастеров появилось много женщин.
В 1933 году в Чукотский национальный округ в качестве консультанта по народным художественным промыслам был направлен профессиональный художник Александр Горбунков. Он не только помогал мастерам в разработке сюжетов будущих работ, но также проводил занятия по резьбе по кости с подростками уэленской и науканской школ. Горбунков стал инициатором использования в качестве сюжетов для резьбы чукотских и эскимосских сказок. Первой такой работой была рельефная резьба по моржовому бивню (70 см), иллюстрирующая сказку о глупом великане Келе, опубликованную В. Г. Богоразом в 1900 году. Резьбу выполнил мастер Рыпхыргин. Позднее сказка о великане Келе стала популярным сюжетом у чукотских мастеров.
В 1934 году, когда в Уэлене базировались самолёты, спасавшие экипаж «Челюскина», мастер Вуквол (1914—1942), сын Хальмо, выгравировал гибель «Челюскина», высадку людей на лёд, лагерь Шмидта, встречу прилетевшего самолёта.
Среди известных художников Уэленской косторезной мастерской были как чукчи (Аромке, Вуквол, Гемауге, Килилой, Куннукай, Иван Сейгутегин), так и эскимосы (Вальтыргин, Ванкатейн, Емрыкаин, Хухутан). Среди мастеров нередки династии. Мастера Вуквол и Туккай были сыновьями Хальмо — одного из первых работников мастерской, Вера Эмкуль — дочь Аромке, Галина Тынатваль — дочь Вуквутагина. Первый руководитель Вуквутагин в 1950 году был награждён орденом Ленина, а в 1961 году стал заслуженным художником РСФСР. Также заслуженными художниками РСФСР стали Туккай, Вера Эмкуль, Иван Сейгутегин и Елена Янку.
Начиная с 1960-х годов творчество народных мастеров активно изучают художники Магадана. Некоторые приёмы построения композиции они используют в своих работах, как в декоративно-прикладном искусстве, так и в живописи. Одновременно они принимают участие и в развитии уэленского промысла. Например, художник Дмитрий Брюханов создал ряд эскизов для резьбы по моржовому клыку на фольклорные сюжеты, по которым Туккай сделал серию скульптур.
С 1968 года художественным руководителем Уэленской косторезной мастерской стал Туккай. В 1967 году он был награждён Орденом Октябрьской революции.
Ряд мастеров Уэленской косторезной мастерской были приняты в Союз художников СССР. В 1976 году за выдающиеся работы в технике народной резьбы по кости Василий Емрыкаин, Иван Сейгутегин, Галина Тынатваль и Вера Эмкуль получили Государственную премию РСФСР.
С 1970-х годов из-за сокращения добычи моржового клыка мастера стали использовать новый материал — кости китов, собираемые на побережье Чукотки.
В 1977 году Уэленской косторезной мастерской было присвоено имя Вуквола.
Вслед за мастерской в Уэлене были организованы мастерские в других чукотских посёлках, однако рано или поздно они закрылись. В 2012 году филиал Уэленской косторезной мастерской вновь создан в посёлке Нешкан. В 2011—2012 годах выставки чукотской резной кости прошли в Хабаровске, Магадане, Южно-Сахалинске, Якутске и Салехарде.